# Георги Тахов (политик)
 Тази статия е за българския политик.  За българския литературен историк вижте Георги Тахов.  
Георги Тахов е български икономист и политик от партия ГЕРБ – СДС. Служебен министър на земеделието и храните в първото и второто правителство на Димитър Главчев, а по-късно и редовен такъв в
правителството на Росен Желязков.

## Биография
Георги Тахов е доктор по икономика със специалност „Финанси, парично обръщение, кредит и застраховка“. Завършва магистърски степени по счетоводство и контрол във Висшето финансово-стопанско училище „Д. А. Ценов“ – Свищов, както и право във Великотърновския университет „Св. св. Кирил и Методий“. Допълнително специализира стратегическо ръководство и управление на сигурността и обществения ред в Академията на MВР.
Придобива допълнителна квалификация в областта на икономиката и управлението на промишлеността в Германия. В професионалната си кариера заема ръководни позиции в Националната агенция за приходите. От 2022 г. е изпълнителен директор на Държавен фонд „Земеделие“.
Владее немски и английски език.